# How Do You Do (canción de Shakira)
«How Do You Do» es una canción de rock de la cantautora colombiana Shakira, que aparece como el primer tema de su séptimo álbum de estudio, Oral Fixation vol. 2. Creada por Shakira y el trío de producción The Matrix, la canción incorpora temas religiosos en forma de cantos gregorianos, una recitación del Padrenuestro y letras que critican la religión. El contenido lírico provocó que Sony Music, propietaria de los derechos de publicación del álbum, no lo lanzara en muchos países de Oriente Medio y lo lanzara sin la canción «How Do You Do» en los países del CCG y el Líbano.

## Antecedentes y lanzamiento
«How Do You Do» se lanzó el 28 de noviembre de 2005 como la primera canción del séptimo álbum de estudio de Shakira, Oral Fixation vol. 2. La portada del álbum presenta una fotografía semidesnuda de ella, posando como Eva junto a un árbol del conocimiento, con un bebé alcanzando el fruto prohibido que sostiene; en alusión a la temática religiosa del álbum. La portada fue censurada en los países del CCG, con el cuerpo de Shakira cubierto con más hojas.

## Composición
«How Do You Do» es una canción de rock con un instrumental que presenta estructuras y riffs de pop rock moderno y un solo de guitarra staccato. Creada por Shakira y el trío de producción The Matrix, la canción es una crítica a la religión que cuestiona la existencia de Dios y su papel en el sufrimiento humano. La canción comienza con cantos gregorianos y una recitación del Padrenuestro. A través de su letra, la canción plantea preguntas sobre la fe y sobre la existencia de Dios: «¿Cuántas personas mueren y sufren en tu nombre? Oye, ¿eso te enorgullece o te avergüenza?». La canción expresa frustración por el sufrimiento, las luchas y los crímenes históricos cometidos en nombre de Dios, así como los conflictos entre personas, incluidos hermanos, impulsados por diferencias religiosas. En el puente, Shakira incorpora cánticos en árabe del islam, en hebreo del judaísmo y en latín del cristianismo, donde cada cantor busca el perdón, que es una súplica común en estas religiones. Shakira ya había explorado sus creencias a lo largo de su carrera, en canciones como «Te necesito» (1995) y «Octavo día» (1998). Otro tema que aborda la canción es el sexo.

## Censura
En diciembre de 2005, «How Do You Do» enfrentó una dura censura en el Medio Oriente, lo que resultó en que el álbum Oral Fixation vol. 2 no se distribuyera en muchos países de la región. Mohamed Abdel Halim, propietario de la distribuidora de Sony Music International con sede en El Cairo, ordenó su censura debido a sus letras crítica a la religión que se consideraban blasfemas o irrespetuosas con las figuras y creencias religiosas. En la región, el álbum solo se lanzó en Arabia Saudita, Líbano, Baréin, Omán, Emiratos Árabes Unidos y Kuwait, y sin la canción «How Do You Do». Halin comentó sobre no lanzar el álbum: «Como propietario musulmán de la compañía, me opongo a la distribución de este álbum, aunque soy consciente de que podría convertirse en un éxito de ventas debido a la popularidad de Shakira». Esta decisión de censurar la canción se atribuyó a la limitada apertura hacia las discusiones religiosas en ciertas regiones como Egipto. La compañía también había intentado que Shakira descartara por completo la canción, pero ella se negó a hacerlo.
Ante la situación, Shakira defendió su canción, aclarando que no pretendía ofender, sino fomentar la reflexión y el diálogo sobre temas relacionados con la religión. Calificó «How Do You Do» como un himno a «la paz y la igualdad» para todas las religiones, señalando que la censura podría deberse a diferencias culturales.

## Recepción
La crítica ha elogiado «How Do You Do» por su composición «audaz» y «grandiosa», así como por el talento multifacético de Shakira. Kristina Weise, de Songwriter Universe, la calificó como «un tema de apertura audaz». El equipo de Billboard la seleccionó como la joya escondida de The Matrix, describiéndola como «un roquero etéreo sobre la lucha con la fe», destacando cómo «convierte el Padrenuestro en un puente deslumbrante». Laura Murillo, de Pulzo, escribió que la canción «muestra la versatilidad de Shakira al cantar, componer e incorporar diferentes sonidos y sensaciones a sus creaciones musicales». Alexis Petridis, de The Guardian, destacó el «estribillo ganador» de la canción, que, según él, evoca la grandeza del arena rock.

## Actuaciones en vivo
Shakira interpretó «How Do You Do» junto con otras canciones para 90 000 personas en Rock in Rio Lisboa II en el Parque da Bela Vista, Lisboa en 2006.